# Mitchell Docker
Mitchell (Mitch) Docker (Melbourne, 2 oktober 1986) is een Australisch voormalig wielrenner.

## Overwinningen
2007
3e etappe Ronde van Hokkaido
2008
5e etappe Ronde van Oost-Java
2010
1e etappe Delta Tour Zeeland
3e etappe Route du Sud
2014
1e etappe Ronde van Italië (ploegentijdrit)

## Resultaten in voornaamste wedstrijden
| Jaar | Ronde van Italië | Ronde van Frankrijk | Ronde van Spanje |
| ---- | ---------------- | ------------------- | ---------------- |
| 2008 |                  |                     |                  |
| 2009 |                  |                     |                  |
| 2010 |                  |                     |                  |
| 2011 |                  |                     |                  |
| 2012 |                  |                     | 166e             |
| 2013 |                  |                     | 135e             |
| 2014 | opgave           |                     | 147e             |
| 2015 |                  |                     | opgave           |
| 2016 |                  |                     |                  |
| 2017 |                  |                     |                  |
| 2018 | 131e             |                     | 151e             |
| 2019 |                  |                     | 122e             |
| 2020 |                  |                     | 132e             |
| 2021 |                  |                     |                  |

| Jaar | Milaan-San Remo | Gent-Wevelgem | Ronde van Vlaanderen | Parijs-Roubaix | Amstel Gold Race | Dwars door Vlaanderen |  | WK op de weg |  | Wereldranglijsten |
| ---- | --------------- | ------------- | -------------------- | -------------- | ---------------- | --------------------- |  | ------------ |  | ----------------- |
| 2008 |                 |               |                      |                |                  |                       |  | opgave       |  |                   |
| 2009 |                 | 61e           |                      | opgave         |                  |                       |  |              |  |                   |
| 2010 |                 |               | opgave               | 47e            |                  | 58e                   |  |              |  |                   |
| 2011 |                 | 6e            | opgave               | 15e            | opgave           |                       |  |              |  |                   |
| 2012 |                 |               |                      |                |                  |                       |  |              |  |                   |
| 2013 |                 | opgave        | 107e                 | opgave         |                  | 44e                   |  |              |  | 203e (UWT)        |
| 2014 |                 | 81e           | 97e                  | 29e            |                  | 25e                   |  |              |  |                   |
| 2015 |                 | opgave        | 111e                 | 91e            |                  | 57e                   |  | opgave       |  |                   |
| 2016 |                 | 49e           | 90e                  | opgave         |                  |                       |  | 50e          |  |                   |
| 2017 |                 | 43e           | 92e                  | 91e            |                  | 9e                    |  | 62e          |  | 212e (UWT)        |
| 2018 | opgave          | opgave        | opgave               | 63e            |                  | 70e                   |  |              |  |                   |
| 2019 |                 |               |                      | 76e            |                  |                       |  | opgave       |  |                   |
| 2020 | 126e            |               |                      |                |                  |                       |  |              |  |                   |
| 2021 |                 |               |                      | opgave         |                  |                       |  |              |  |                   |

## Ploegen
- 2006 –  Drapac Porsche
- 2007 –  Drapac Porsche Development Program
- 2008 –  Drapac Porsche Development Program
- 2009 –  Skil-Shimano
- 2010 –  Skil-Shimano
- 2011 –  Skil-Shimano
- 2012 –  Orica GreenEDGE [a]
- 2013 –  Orica GreenEDGE
- 2014 –  Orica GreenEDGE
- 2015 –  Orica GreenEDGE
- 2016 –  Orica-BikeExchange [b]
- 2017 –  Orica-Scott
- 2018 –  EF Education First-Drapac
- 2019 –  EF Education First Pro Cycling
- 2020 –  EF Education First Pro Cycling
- 2021 –  EF Education-Nippo

1. ↑  Tot de Ronde van Italië heette de ploeg GreenEDGE, maar na het aantrekken van Orica als hoofdsponsor werd de naam veranderd.
2. ↑  Tot 1 juli heette de ploeg Orica GreenEDGE, maar na het aantrekken van BikeExchange als cosponsor werd de naam veranderd.